# القناة الثانية (سوريا)
القناة 2 أو القناة الثانية هي قناة تلفزيونية سورية أُطلقت في 13 آذار/مارس 1985 حيث كانت تُبث بجداول متباينة في مختلف المحافظات داخل سوريا. تُركز القناة قي تغطيتها على الرياضة، الأسرة والصحة بالإضافة إلى المتغيرات الإقليمية. تم إغلاق القناة في عام 2012 عقب اشتداد الحرب الأهلية.